# Chambre de commerce et d'industrie de Lot-et-Garonne
La Chambre de Commerce et d'Industrie de Lot-et-Garonne est la CCI du département de Lot-et-Garonne. Son siège est au 49, route d'Agen 47310 Estillac.
Elle fait partie de la chambre de commerce et d'industrie de région Nouvelle-Aquitaine.

## Missions
La Chambre de Commerce et d'Industrie de Lot-et-Garonne est un établissement public chargé de représenter les intérêts des entreprises commerciales, industrielles et de service de Lot-et-Garonne et de leur apporter certains services. Elle gère en outre des équipements au profit de ces entreprises et représente près de 19 000 entreprises commerciales, industrielles et de service du département.
Comme toutes les CCI, elle est placée sous la double tutelle du Ministère de l'Industrie et du Ministère des PME, du Commerce et de l'Artisanat.

### Service aux entreprises
- Centre de formalités des entreprises
- Assistance technique au commerce
- Assistance technique à l'industrie
- Assistance technique aux entreprises de service

## Historique
- 1884 : Création de la chambre de Commerce et d'Industrie de Lot-et-Garonne.

## Pour approfondir